# Thomas Borgmeier
Thomas Borgmeier (n. 31 octombrie 1892, Bielefeld, Reich-ul German – d. 11 mai 1975, Rio de Janeiro, Brazilia)  a fost un preot și entomolog de origine germană care a lucrat în Brazilia și a devenit specialist pe furnicile din regiune și pe muștele din familia Phoridae A fost, de asemenea, fondatorul revistelor Revista de Entomologia pe care a editat-o din 1931 până în 1951 și Studie Entomologica din 1958.

## Biografie
Borgmeier s-a născut în Bielefeld și, după ce a studiat la gimnaziul local, s-a alăturat Ordinului Franciscan al Călugărilor Minori și a plecat în Brazilia în 1910. După ce a studiat filosofia în Curitiba și teologia în Petropolis s-a interesat de furnici, muncă pe care a continuat-o după ce l-a întâlnit pe profesorul Herman von Ihering de la Muzeul Paulista din Sao Paulo. Un industriaș din Rio i-a dăruit lui Borgmeier un microscop binocular și a ajutat la retipărirea imaginilor furnicilor din biblioteca lui Ihering. Borgmeier a fost hirotonit preot în 1918, iar în timp ce se afla la Petropolis, a văzut muște phoride parazitând furnici și discutând acest lucru cu preotul iezuit și entomologul  Hermann Schmitz l-a determinat să publice prima lucrare despre biologia Odontomachus affinis în 1920 și a descris o nouă specie de phorid Dohrniphora brasiliensis. În 1922, Dr. Arthur Neiva l-a ajutat pe Borgmeier să găsească mai mult timp pentru a continua entomologia, permițându-i să se alăture Muzeului Național din Rio de Janeiro ca cercetător adjunct în 1923. Borgmeier a devenit cetățean brazilian în 1927 și s-a mutat la Sao Paulo în 1928 pentru a lucra sub conducerea lui Neiva la Instituto Biologico. S-a mutat înapoi la Rio în 1933 și a condus secția de entomologie a Instituto de Biologie Vegetal timp de opt ani. Din 1940 până în 1952 a fost consilier al administrației locale și, de asemenea, a fost responsabil de editura Vozes. S-a retras din activitatea editorială în 1952 și s-a mutat în Jacarepagua, unde a fost preot la o instituție catolică pentru femei nevăzătoare. A lucrat aici timp de 20 de ani, timp în care a lucrat la sistematica furnicilor din regiune. El a scris o monografie despre Ecitonine din zona neotropicală și a transmis colecția sa de furnici lui W.W. Kempf. Apoi a lucrat la insectele Phoridae din întreaga lume.
Borgmeier a primit un doctorat onorific de la Universitatea St. Bonaventure din New York în 1945. A primit premiul Costa Lima în 1962. Ordinul Franciscan i-a conferit gradul onorific de Lector Generalis Jubilatus în 1965.